# フランス領ギアナ駐屯フランス軍
フランス領ギアナ駐屯フランス軍（フランスりょうギアナちゅうとんフランスぐん、フランス語：Forces armées en Guyane、略称：FAG）は、フランス共和国の海外県であるフランス領ギアナ（ギュイヤンヌ・フランセーズ県）の防衛警備のために配備されているフランス軍。司令部はカイエンヌに所在している。

## 編成
ギアナ駐屯フランス軍は高等司令官の責任下に置かれ、高等司令官はフランス統合参謀総長の直轄下にある。駐屯部隊は異なる軍種の混成（陸軍、海軍、空軍、国家憲兵隊、適応軍役制度）で構成されている。三軍将兵は約2,000人から成り、適応軍役制度兵は約600人で、軍属は約200人、海外勤務の国家憲兵隊員は約800人が配置されている。
統合司令部には200人の幕僚等がおり、三軍部隊を指揮下においている。

### 陸軍部隊
陸軍は2個部隊が駐屯しており約1,550人がいる。クールーに駐屯している第3外人歩兵連隊は2個戦闘中隊のうち1個中隊が輪番態勢におかれ、サン＝ジョルジュ（Saint-Georges）とレジナ（Régina）には赤道森林訓練センター（CEFE）を設置し熱帯密林地帯における訓練部隊としても機能している。
- 第3外人歩兵連隊　在クールー
- 第9海兵歩兵連隊　在カイエンヌ

### 海軍部隊
海軍はデグラ・デ・カンヌ港（fr:Dégrad des Cannes）に基地が設置されており約150人がいる。
- P400級哨戒艇 × 2隻
- 海上憲兵隊の巡視艇 × 2隻

### 空軍部隊
空軍は第367空軍基地（カイエンヌ・フェリックス・エブエ国際空港）に約240人を詰めさせている。06.967軍管制センターも運用している。
- アエロスパシアル AS 565汎用ヘリコプター × 4機
- ユーロコプター フェニック汎用ヘリコプター × 3機

### 国家憲兵隊部隊
ギアナ県憲兵隊は約800人の憲兵を有し、5個機動憲兵中隊、2個違法金採掘取締中隊が配置されており、ユーロコプター エキュレイユ汎用ヘリコプターも配備されている。

### 適応軍役制度兵
適応軍役制度に基づきフランス領ギアナには陸軍所属として第3適応軍役連隊（カイエンヌ駐屯）と適応軍役群（GSMA、サン＝ローラン＝デュ＝マロニ）が配置されている。これは現地出身である若者の統合を目的としている。

## 任務
領土については主権維持、フランス領ギアナにおける不法移民対策、密採掘対策、住民への援助があり、海上では排他的経済水域での違法漁業の取締り、海難救助、不法移民対策がある。航空分野については住民援助が主たる任務となっている。金の違法採掘については国家警察、国家憲兵隊および税関と共同して取締まりに当たっており、駐屯部隊はその実任務上、約80％が関与している。恒久的責任地域（ZAP）の維持のため、西部のマロニ川と東部のオヤポク川での国境警備、国家憲兵隊と共同し輸送機やヘリコプターによる輸送、収容、食料の支援や国境や域内の偵察を実施している。この他に特徴的なものにはギアナ宇宙センターの警備がある。